# Affricata epiglottale sonora
L'affricata epiglottale sonora ([ʡ͡ʢ] in IPA) è una rara consonante affricata che è iniziata come una Occlusiva epiglottale[ʡ] e rilasciata come una fricativa epiglottale sonora[ʢ]. Non è stato segnalato che si verifichi fonemicamente in nessuna lingua.

## Caratteristiche
- Il suo modo di articolazione è affricato, il che significa che viene prodotto prima interrompendo completamente il flusso d'aria, quindi consentendo il flusso d'aria attraverso un canale ristretto nel punto di articolazione, provocando turbolenza.
- Il suo luogo di articolazione è epiglottale, il che significa che è articolato con le pieghe ariepiglottiche contro l'epiglottide.
- La sua fonazione è sonora, il che significa che le corde vocali vibrano durante l'articolazione.
- È una consonante orale, il che significa che l'aria può fuoriuscire solo attraverso la bocca.
- È una consonante centrale, il che significa che è prodotta dirigendo il flusso d'aria lungo il centro della lingua, piuttosto che ai lati.
- Il meccanismo del flusso d'aria è polmonare, il che significa che è articolato spingendo l'aria esclusivamente con i muscoli intercostali e il diaframma, come nella maggior parte dei suoni.

## Occurrenza
| Lingua | Lingua               | Parola | AFI     | Significato | Appunti                                                                                    |
| ------ | -------------------- | ------ | ------- | ----------- | ------------------------------------------------------------------------------------------ |
| Haida  | dialetto di Hydaburg |        |         |             | Potrebbe invece essere una occlusiva /ʡ/.                                                  |
| Somala | Somala               | cad    | [ʡʢaʔ͡t] | Bianco      | Pronunciato solo come [ʡʢ] quando 'c' ricorre inizialmente, altrimenti realizzato come [ʡ] |